# Major League Soccer (2000)
Major League Soccer w roku 2000 był piątym sezonem tych rozgrywek. Po raz pierwszy w historii mistrzem MLS został klub Kansas City Wizards, natomiast wicemistrzem Chicago Fire.

## Sezon zasadniczy

### Dywizja Centralna
| #  | Drużyna       | M  | Z  | ZPK | R | PPD | P  | Bramki | Punkty | Uwagi    |
| -- | ------------- | -- | -- | --- | - | --- | -- | ------ | ------ | -------- |
| 1. | Chicago Fire  | 32 | 17 | 0   | 6 | 1   | 8  | 67:51  | 57     | Play-off |
| 2. | FC Tampa Bay  | 32 | 15 | 1   | 4 | 1   | 11 | 62:50  | 52     | Play-off |
| 3. | Dallas Burn   | 32 | 14 | 0   | 4 | 0   | 14 | 54:54  | 46     | Play-off |
| 4. | Columbus Crew | 32 | 10 | 1   | 5 | 0   | 16 | 48:58  | 38     |          |

### Dywizja Wschodnia
| #  | Drużyna                | M  | Z  | ZPK | R | PPD | P  | Bramki | Punkty | Uwagi    |
| -- | ---------------------- | -- | -- | --- | - | --- | -- | ------ | ------ | -------- |
| 1. | MetroStars             | 32 | 14 | 3   | 3 | 2   | 10 | 64:56  | 54     | Play-off |
| 2. | New England Revolution | 32 | 12 | 1   | 6 | 1   | 12 | 47:49  | 45     | Play-off |
| 3. | Miami Fusion           | 32 | 11 | 1   | 5 | 1   | 14 | 54:56  | 41     |          |
| 4. | D.C. United            | 32 | 6  | 2   | 6 | 3   | 15 | 44:63  | 30     |          |

### Dywizja Zachodnia
| #  | Drużyna              | M  | Z  | ZPK | R | PPD | P  | Bramki | Punkty | Uwagi    |
| -- | -------------------- | -- | -- | --- | - | --- | -- | ------ | ------ | -------- |
| 1. | Kansas City Wizards  | 32 | 16 | 0   | 9 | 0   | 7  | 47:29  | 57     | Play-off |
| 2. | Los Angeles Galaxy   | 32 | 13 | 1   | 8 | 2   | 8  | 47:37  | 50     | Play-off |
| 3. | Colorado Rapids      | 32 | 10 | 3   | 4 | 1   | 14 | 43:59  | 43     | Play-off |
| 4. | San Jose Earthquakes | 32 | 7  | 0   | 8 | 1   | 16 | 35:50  | 29     |          |

Aktualne na 22 marca 2018. Źródło:https://www.flashscore.pl/pilka-nozna/usa/mls-2000/tabela/
Zasady ustalania kolejności: 1. liczba zdobytych punktów; 2. różnica zdobytych bramek; 3. większa liczba zdobytych bramek.

## Play off
W  ćwierćfinale i półfinale rywalizacja odbywała się do zdobycia przez zwycięską drużynę, rozgrywano w zależności od potrzeby 2 lub 3 mecze pomiędzy zespołami z pary. Jeśli mecz kończył się remisem rozgrywano dogrywkę 2 x 15 minut (obowiązywała zasada złotej bramki). Gdy dogrywka zakończyła się remisem mecz kończył się remisem nie rozgrywano rzutów karnych. Gdy po 3 meczach zachodził remis w punktach rozgrywano dogrywkę 2 x 15 minut z zasadą złotej bramki która decydowała o awansie. Gdy ta skończyła się remisem rozgrywano konkurs jedenastek.
Zasada punktowania:
- zwycięstwo - 3 punkty
- remis - 1 punkt
- porażka - 0 punktów

### Ćwierćfinał

#### Para nr 1
| 114 września 2000 | FC Tampa Bay | 0:1   | Los Angeles Galaxy  |                                                                         |
|                   |              | (0:0) | 61' (k) Greg Vanney | Raymond James Stadium, Tampa, Floryda Widzów: 5 583 Sędzia: Tim Weyland |

| 220 września 2000 | Los Angeles Galaxy                                                                               | 5:2   | FC Tampa Bay            |                                                                  |
|                   | Ezra Hendrickson 14' · Kelly 19' · Luis Hernández 48' · Mauricio Cienfuegos 51' · Cobi Jones 85' | (2:1) | 21', 67' Mamadou Diallo | Rose Bowl, Pasadena, Kalifornia Widzów: 13 581 Sędzia: Alex Prus |
| Simon Elliott     | Ritchie Kotschau · Mamadou Diallo                                                                | (2:1) |                         | Rose Bowl, Pasadena, Kalifornia Widzów: 13 581 Sędzia: Alex Prus |

Rywalizacje wygrało Los Angeles Galaxy wynikiem punktowym 6:0.

#### Para nr 2
| 115 września 2000 | MetroStars                             | 2:1 (pd.)  | Dallas Burn     |                                                            |
|                   | Clint Mathis 4' · Adolfo Valencia 100' | (0:1, 1:1) | 57' Bobby Rhine | Giants Stadium, East Rutherford, New Jersey Widzów: 14 868 |

| 220 września 2000                                                                       | Dallas Burn                   | 1:2   | MetroStars            |                                                              |
|                                                                                         | Jorge Rodríguez 82' (k)       | (0:0) | 53', 81' Clint Mathis | Cotton Bowl, Dallas, Teksas Widzów: 7 555 Sędzia: Brian Hall |
| Matt Jordan · Jorge Rodríguez · Ricardo Iribarren · Chad Deering , 67' · Richard Farrer | Billy Walsh · Petter Villegas | (0:0) |                       | Cotton Bowl, Dallas, Teksas Widzów: 7 555 Sędzia: Brian Hall |

Rywalizacje wygrało MetroStars wynikiem punktowym 6:0.

#### Para nr 3
| 115 września 2000 | Chicago Fire                                     | 2:1   | New England Revolution |                                                                     |
|                   | Mauricio Wright 54' (sam) · Dema Kovalenko 73'   | (0:0) | 50' Wolde Harris       | Soldier Field, Chicago, Illinois Widzów: 10 476 Sędzia: Tim Weyland |
| Ante Razov        | Mauricio Wright · Leonel Álvarez · Johnny Torres | (0:0) |                        | Soldier Field, Chicago, Illinois Widzów: 10 476 Sędzia: Tim Weyland |

| 219 września 2000                              | New England Revolution                 | 2:1   | Chicago Fire       |                                                                                      |
|                                                | Eric Wynalda 18' · Mauricio Wright 86' | (1:0) | 83' Dema Kovalenko | Foxboro Stadium, Foxborough, Massachusetts Widzów: 10 723 Sędzia: Ricardo Valenzuela |
| Mauricio Wright · Adam Eyre · Ted Chronopoulos | Diego Gutierrez                        | (1:0) |                    | Foxboro Stadium, Foxborough, Massachusetts Widzów: 10 723 Sędzia: Ricardo Valenzuela |

| 322 września 2000                                     | Chicago Fire                                                                       | 6:0   | New England Revolution |                                                                    |
|                                                       | Ante Razov 5', 65' · Christo Stoiczkow 14', 17' · Piotr Nowak 45' · Sam George 65' | (4:0) |                        | Soldier Field, Chicago, Illinois Widzów: 5 972 Sędzia: Kevin Stott |
| Dema Kovalenko · DaMarcus Beasley · Christo Stoiczkow | Adam Eyre · Imad Baba                                                              | (4:0) |                        | Soldier Field, Chicago, Illinois Widzów: 5 972 Sędzia: Kevin Stott |

1. ↑  dogrywka decydująca o awansie

Rywalizacje wygrało Chicago Fire wynikiem punktowym 9:3.

#### Para nr 4
| 116 września 2000 | Kansas City Wizards | 1:0   | Colorado Rapids |                                                        |
|                   | Miklos Molnar 18'   | (1:0) |                 | Arrowhead Stadium, Kansas City, Missouri Widzów: 8 682 |
| Mo Johnston 90'   |                     | (1:0) |                 | Arrowhead Stadium, Kansas City, Missouri Widzów: 8 682 |

| 220 września 2000                             | Colorado Rapids | 0:0 | Kansas City Wizards |                                                                                         |
|                                               |                 |     |                     | Sports Authority Field at Mile High, Denver, Kolorado Widzów: 8 789 Sędzia: Kevin Terry |
| Scott Vermillion · Anders Limpar · Paul Bravo | Peter Vermes    |     |                     |                                                                                         |

| 324 września 2000            | Kansas City Wizards                                           | 3:2   | Colorado Rapids         |                                                                               |
|                              | Chris Henderson 11' · Miklos Molnar 65' · Francisco Gomez 69' | (1:0) | 70', 90' (k) Paul Bravo | Arrowhead Stadium, Kansas City, Missouri Widzów: 4 156 Sędzia: Paul Tamberino |
| Matt McKeon · Kerry Zavagnin | Lance Key · 75' Junior Agogo                                  | (1:0) |                         | Arrowhead Stadium, Kansas City, Missouri Widzów: 4 156 Sędzia: Paul Tamberino |

Rywalizację wygrało Sporting Kansas City wynikiem punktowym 7:1.

### Półfinał

#### Para nr 1
| 126 września 2000                    | Chicago Fire                                                | 3:0   | MetroStars |                                                                    |
|                                      | Christo Stoiczkow 21' · Dema Kovalenko 35' · Ante Razov 84' | (2:0) |            | Soldier Field, Chicago, Illinois Widzów: 7 141 Sędzia: Kevin Terry |
| Carlos Bocanegra · Christo Stoiczkow | Tab Ramos                                                   | (2:0) |            | Soldier Field, Chicago, Illinois Widzów: 7 141 Sędzia: Kevin Terry |

| 230 września 2000 | MetroStars                           | 2:0   | Chicago Fire |                                                            |
|                   | Mark Chung 40' · Adolfo Valencia 84' | (1:0) |              | Giants Stadium, East Rutherford, New Jersey Widzów: 15 476 |

| 36 października 2000 | Chicago Fire                                           | 3:2   | MetroStars               |                                                 |
|                      | C.J. Brown 4' · Christo Stoiczkow 31' · Ante Razov 88' | (2:2) | 32', 36' Adolfo Valencia | Soldier Field, Chicago, Illinois Widzów: 10 133 |

Rywalizacje wygrało Chicago Fire wynikiem punktowym 6:4.

#### Para nr 2
| 129 września 2000 | Kansas City Wizards | 0:0 | Los Angeles Galaxy |                                                         |
|                   |                     |     |                    | Arrowhead Stadium, Kansas City, Missouri Widzów: 11 815 |

| 23 października 2000              | Los Angeles Galaxy                | 2:1 (pd.)  | Kansas City Wizards |                                                                       |
|                                   | Cobi Jones 16' · Danny Califf 93' | (1:1, 1:1) | 29' Matt McKeon     | Rose Bowl, Pasadena, Kalifornia Widzów: 20 849 Sędzia: Paul Tamberino |
| Ezra Hendrickson · Luis Hernández |                                   | (1:1, 1:1) |                     | Rose Bowl, Pasadena, Kalifornia Widzów: 20 849 Sędzia: Paul Tamberino |

| 36 października 2000                                                       | Kansas City Wizards                        | 2:0 (pd.)  | Los Angeles Galaxy |                                                                            |
|                                                                            | Miklos Molnar 22' (k.) · Miklos Molnar 96' | (1:0, 1:0) |                    | Arrowhead Stadium, Kansas City, Missouri Widzów: 8 320 Sędzia: Kevin Terry |
| Nick Garcia 40' · Miklos Molnar 50' · Mo Johnston 58' · Kerry Zavagnin 76' | 36' Greg Vanney                            | (1:0, 1:0) |                    | Arrowhead Stadium, Kansas City, Missouri Widzów: 8 320 Sędzia: Kevin Terry |

Po trzech meczach mieliśmy do czynienia z remisem punktowym 4:4. Z tego powodu rozegrano dogrywkę którą wygrała drużyna Kansas City Wizards wynikiem 1:0 i to ta drużyna awansowała do kolejnej rundy.

### Finał
| 15 października 2000 15:30 EST | Kansas City Wizards · Miklos Molnar 11'                      | 1:0raport | Chicago Fire                                     | Robert F. Kennedy Memorial Stadium, Waszyngton Widzów: 39 159 Sędzia: Paul Tamberino |
|                                | kartki: · Mo Johnston 48' · Nick Garcia 58' · Tony Meola 76' |           | kartki: · 47' Dema Kovalenko · 76' Tenywa Bonseu |                                                                                      |

1. ↑  https://www.worldfootball.net/report/major-league-soccer-2000-playoffs-viertelfinale-tampa-bay-mutiny-los-angeles-galaxy/
2. ↑  https://www.worldfootball.net/report/major-league-soccer-2000-playoffs-viertelfinale-los-angeles-galaxy-tampa-bay-mutiny/
3. ↑  https://www.worldfootball.net/report/major-league-soccer-2000-playoffs-viertelfinale-new-york-rb-fc-dallas/
4. ↑  https://www.worldfootball.net/report/major-league-soccer-2000-playoffs-viertelfinale-fc-dallas-new-york-rb/
5. ↑  https://www.worldfootball.net/report/major-league-soccer-2000-playoffs-viertelfinale-chicago-fire-new-england-revolution_2/
6. ↑  https://www.worldfootball.net/report/major-league-soccer-2000-playoffs-viertelfinale-new-england-revolution-chicago-fire/
7. ↑  https://www.worldfootball.net/report/major-league-soccer-2000-playoffs-viertelfinale-chicago-fire-new-england-revolution/
8. ↑  https://www.worldfootball.net/report/major-league-soccer-2000-playoffs-viertelfinale-sporting-kansas-city-colorado-rapids_2/
9. ↑  https://www.worldfootball.net/report/major-league-soccer-2000-playoffs-viertelfinale-colorado-rapids-sporting-kansas-city/
10. ↑  https://www.worldfootball.net/report/major-league-soccer-2000-playoffs-viertelfinale-sporting-kansas-city-colorado-rapids/
11. ↑  https://www.worldfootball.net/report/major-league-soccer-2000-playoffs-halbfinale-chicago-fire-new-york-rb_2/
12. ↑  https://www.worldfootball.net/report/major-league-soccer-2000-playoffs-halbfinale-new-york-rb-chicago-fire/
13. ↑  https://www.worldfootball.net/report/major-league-soccer-2000-playoffs-halbfinale-chicago-fire-new-york-rb/
14. ↑  https://www.worldfootball.net/report/major-league-soccer-2000-playoffs-halbfinale-sporting-kansas-city-los-angeles-galaxy_2/
15. ↑  https://www.worldfootball.net/report/major-league-soccer-2000-playoffs-halbfinale-los-angeles-galaxy-sporting-kansas-city/
16. ↑  https://www.worldfootball.net/report/major-league-soccer-2000-playoffs-halbfinale-sporting-kansas-city-los-angeles-galaxy/